# Лінивці
Лінивці (з лат. Folivora — «листоїди», більш відомі як «Лінивці») — підряд ссавців ряду неповнозубі (Pilosa). Сучасні лінивці мешкають у Центральній Америці й Південній Америці. Вони живуть на деревах, але в минулому були гігантські наземні лінивці; наприклад, †мегатерій (Megatherium americanum) був одним з найбільших наземних ссавців, вагою до 4 тонн.

## Опис
Лінивці мають передні кінцівки значно довші за задні. Лапи закінчуються великими серпоподібними кігтями. Відносно довга шия підтримує маленьку голову із маленьким ротом, маленькими очима й невеликими вухами. Шерсть росте від нижньої частини тіла вгору.

###### Хребет
Шийний відділ  має шість, дев'ять або десять хребців, кількість хребців із ребрами  від 14 до 24.

## Таксономія
Folivora
- - †Megalocnidae
- надродина Megatherioidea
  - родина лінивцеві (Bradypodidae)
    - рід лінивець (Bradypus)
      - Bradypus crinitus (лінивець південний гривастий[2])
      - Bradypus pygmaeus (лінивець карликовий[2])
      - Bradypus variegatus (лінивець бурогорлий[2])
      - Лінивець трипалий (Bradypus tridactylus)
      - Bradypus torquatus (лінивець гривастий[2])

  - †Megalonychidae
  - †Megatheriidae
  - †Nothrotheriidae
- надродина Mylodontoidea
  - родина Choloepodidae
    - рід двопалий лінивець (Choloepus)
      - двопалий лінивець Гоффмана (Choloepus hoffmanni)
      - двопалий лінивець звичайний (Choloepus didactylus)

  - †Mylodontidae
  - †Scelidotheriidae